# (7254) Kuratani
(7254) Kuratani est un astéroïde de la ceinture principale.

## Description
(7254) Kuratani est un astéroïde de la ceinture principale. Il fut découvert le 15 octobre 1993 à Kitami par Kin Endate et Kazuro Watanabe. Il présente une orbite caractérisée par un demi-grand axe de 2,16 UA, une excentricité de 0,21 et une inclinaison de 3,0° par rapport à l'écliptique.

## Compléments